# Асен Юлиянов
Асен Юлиянов Здравков е български държавен и строителен деец.

## Биография
Асен Юлиянов е роден на 1 декември 1930 г. в трънското село Слишовци. Завършва гимназия в Трън. През 1953 г. завършва специалност „Конструкции“ в Държавната политехника. Започва работа като технически ръководител към държавното предприятие „Заводски строежи“. Бил е главен инженер на Металургичния комбинат в Перник. Ръководител на разширението на ТЕЦ „Република“ (1956 – 1957). От 1958 г. е член на БКП.
Участва в строителството на множество крупни промишлени обекти като ТЕЦ Марица изток 1|Марица-Изток 1 и ТЕЦ Марица Изток 2, Металургичния комбинат в Перник, Нефтохимическия комбинат в Бургас, Химическия завод в Девня, ТЕЦ „Бобов дол“, АЕЦ „Козлодуй“, Завода за тежко машиностроене в Радомир и други.
От 1963 до 1969 г. е заместник-министър на строежите. В периода 1969 – 1973 г. е секретар на Окръжния комитет на БКП в Стара Загора. Бил е първи заместник-министър на строежите (1974 – 1980), пълномощник на Министерски съвет в Пернишкия промишлен комплекс (1980 – 1990). От 1976 до 1981 г. е кандидат-член на ЦК на БКП. Награждаван е със званието „Герой на социалистическия труд“ и „Заслужил строител“ и ордените „Георги Димитров“ и „Народна република България“, 1 степен.